# 戚継光

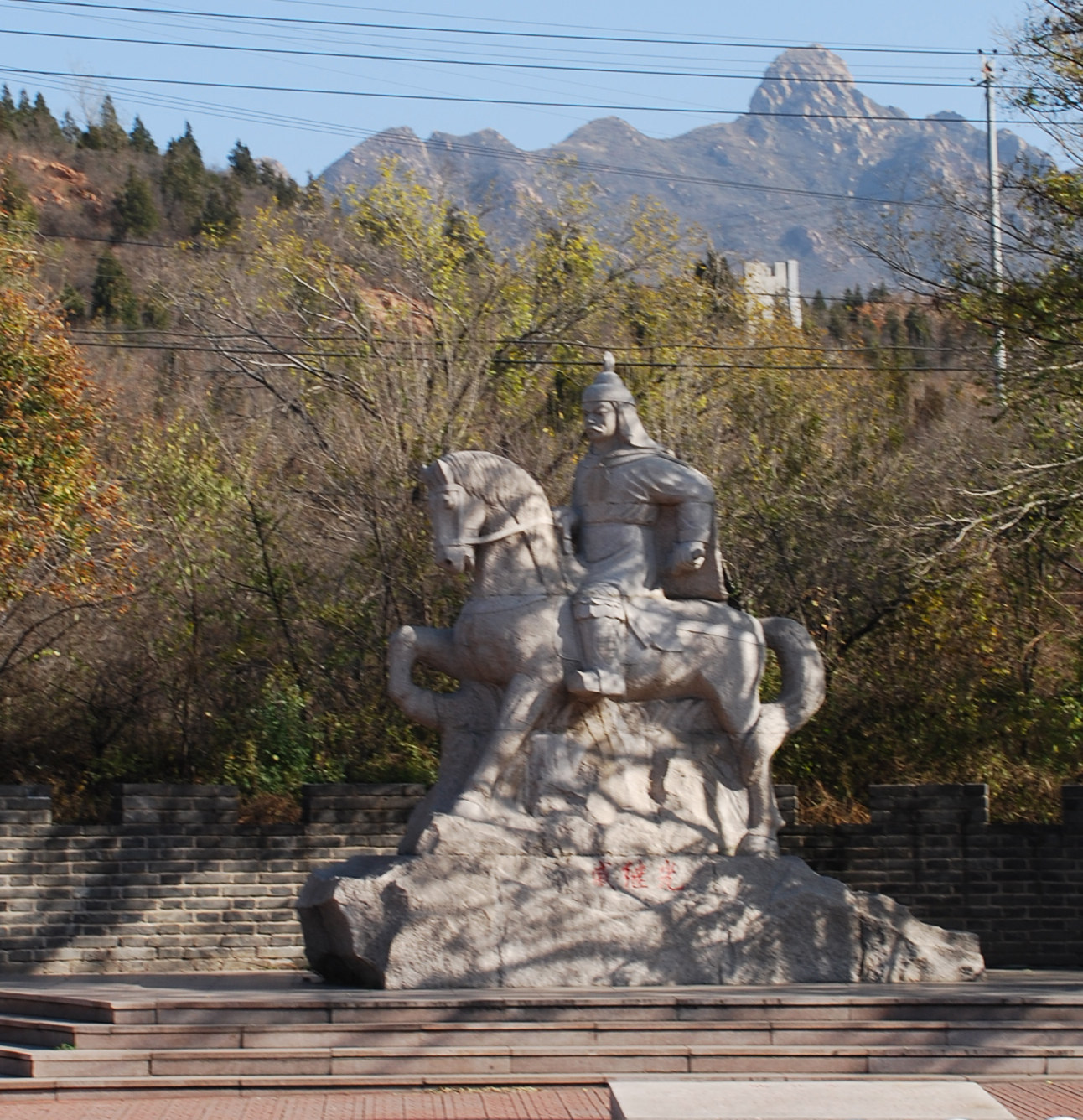
八達嶺長城の戚継光像

戚 継光（せき けいこう、拼音: Qī Jì-guāng、1528年11月12日（嘉靖7年10月1日) - 1588年1月2日（万暦15年12月8日）は、中国の明代の武将である。倭寇及びモンゴルと戦ってともに戦果を挙げたことからその名を知られる。字は元敬。諡は武毅。

## 略歴
山東省蓬莱県登州衛の出身。中国沿岸を中心に密貿易を行っていた倭寇（後期倭寇と呼ばれる）の討伐に従事する。浙江省金華・義烏で兵を集め、“戚家軍”と呼ばれる自身の精兵、水軍を組織する。胡宗憲の指揮下で兪大猷、劉顕らとともに倭寇を討伐する。
1567年に海禁令が解かれて倭寇の活動が沈静化すると北方防備に従事し、アルタン・ハンの侵入に対応する。大規模な万里の長城の補強・増築工事に取り組んだ。
こうした武歴から内閣大学士で当時大きな権力を持っていた張居正に重用されるようになったが、張居正の死後、戚継光の功績を妬む者から弾劾され、免職された。その処置は3年後に撤回されるものの、まもなく失意のうちに世を去った。

## 人物
- 歴戦の勇将ながら大変な恐妻家であったとされ、軍律に背いた息子を処刑したことに怒った夫人から生涯妾を持たない事を誓わされた。その後誓いを破り2人の妾と密通し、それぞれ隠し子を1人ずつもうけたが夫人に露見してしまう。激怒した夫人から妾と子供を殺すよう迫られた戚継光は、1日だけ猶予をもらい部下であった夫人の弟を呼びだし｢妾たちを許し、子供を養子として引き取るよう明日までに姉を説得しろ。さもなくば、お前もお前の姉も、お前の一族も全員殺したうえ自分は官職を辞し世捨て人になる｣と脅した。弟は泣きながら夫人を説得したため、夫人は仕方なく隠し子を引き取り、母親である妾2人には杖罰五十を加え追放するに止めた。これを聞いた世間の人々は、戚継光の深謀を称えると共に、彼の恐妻家ぶりを笑った。数年後に夫人が病死すると妾たちを家に呼び寄せ、子供達と一緒に生活させている。
- 倭寇の持つ刃渡り五尺もあるほど長大で鋭い野太刀型日本刀[3]対策として、狼筅という枝葉の付いた竹製の槍を開発し、この武器を装備した兵を含む「鴛鴦陣」と呼ばれる10人の分隊による集団戦法を編み出した。この戦法により倭寇戦では多大な戦果を挙げた。
- 戚継光は倭寇戦の経験から、日本式野太刀を「長刀」[4]の名として、槍を持たず鳥銃兵（火縄銃兵）の予備接近戦武器として明軍に導入した。また、戦いで得た日本の陰流剣術の目録を研究し『辛酉刀法』を著している。[3]
- 『紀效新書』『錬兵実紀』などの兵学書も残している。これらの兵法が清末に注目されるようになり、まず太平天国の乱の鎮圧に当たった曽国藩がこれをもとに自らの軍を整備する。さらにしばらくして中国に対する日本の侵略がなされるようになると、倭寇を討伐した経歴を持つ戚継光の業績を称える風潮が起るようになった。日本でも、兵学にも一家言あった江戸時代の儒者・荻生徂徠が『紀效新書』を高く評価した。
- 『紀效新書』本文十八巻の一つである「拳経」は宋太祖三十二勢長拳と呼ばれる武術を図版で解説している。太極拳には同じ技法（単鞭など）が見られる。、

## 史料
- 『明史』戚継光伝

## 登場作品
映画
- 『戦神 ゴッド・オブ・ウォー』（2017年、中国・香港、演：チウ・マンチェク）

ドラマ
- 『大明王朝 〜嘉靖帝と海瑞〜』（2006年、中国、演：陳之輝（中国語版））
- 「万暦首輔張居正」（2010年、中国、演：蒋昌義）日本未公開